# 高平街道
高平街道是中华人民共和国黑龙江省大庆市大同区下辖的一个街道办事处。

## 行政区划
高平街道下辖以下村级行政区划单位：
晨光社区和朝阳社区。